# Мигулин, Пётр Петрович
Пётр Петрович Мигулин (1870—1948) — российский экономист, издатель и редактор; доктор финансового права, профессор Харьковского и Петербургского университетов. Зять профессора и ректора (1890—1897) Харьковского университета М. М. Алексеенко.

## Биография
Родился 12 (24) августа 1870 года в Харькове в семье священника. 
В 1893 году окончил юридический факультет Харьковского университета с дипломом 1-й степени. Для завершения образования уехал в Западную Европу (Франция, Англия, Швейцария, Австрия); затем некоторое время занимался адвокатурой в качестве помощника присяжного поверенного. С 1 января 1895 года был оставлен стипендиатом на кафедре финансового права харьковского университета для приготовления к профессорской деятельности. До 1896 года продолжал своё путешествие по Европе и России, изучая экономический быт посещаемых регионов, посещая библиотеки и выставки (в 1895 году — в Праге и Амстердаме; в 1896 году — в Будапеште, Нижнем Новгороде). В 1896 году выдержал магистерский экзамен и с 1897 года начал чтение лекций по вакантной кафедре торгового права в качестве приват-доцента. С 1899 года начал также чтение лекций по вакантной кафедре финансового права.
С 1898 года начал заниматься разработкой архивных материалов в библиотеке Н. Х. Бунге, подаренной киевскому университету, а в 1900 году — в архиве Особой канцелярии по кредитной части министерства финансов в Петербурге. В 1900 году защитил магистерскую диссертацию в Казанском университете, в 1901 году — докторскую, в Киевском университете Св. Владимира и был назначен исправляющим должность экстраординарного профессора кафедры финансового права Харьковского университета, с 1902 года — ординарный профессор.
В сентябре 1911 года перешёл в качестве ординарного профессора по кафедре финансового права на юридический факультет Санкт-Петербургского университета.
Одновременно с преподавательской и научной деятельностью, с 1907 года Мигулин являлся членом совета Главноуправляющего землеустройством и земледелием в России, а в 1914 году был назначен членом совета министра финансов. Помимо этого был членом Особой высшей комиссии для всестороннего исследования железнодорожного дела; 6 апреля 1914 года был произведён в действительные статские советники.
Помимо фундаментальных работ, он опубликовал газете «Слово» множество фельетонов на общественные и экономические темы. С 1909 по 1912 год принимал участие в издании столичного журнала «Экономист России», а с 1913 по 1917 год издавал и редактировал журнал «Новый экономист».
После октябрьской революции 1917 года понимая, к каким последствиям может привести его позиция, Мигулин в 1920 году покинул советскую Россию. В Большой советской энциклопедии он упоминается как октябрист, «идеолог крупной торгово-промышленной буржуазии и либеральных помещиков» и человеком, который «защищал финансовую политику самодержавия, хотя и критиковал её отдельные стороны».
Поселившись во Франции он активно участвовал в научной и общественной жизни русской эмиграции. Являлся членом ряда общественных и научных организаций, член «Общества помощи русским учащим и учащимся», с 1932 года член франко-бельгийской ассоциации профессоров-экономистов, некоторое время возглавлял Русскую гимназию на Лазурном берегу.
Погиб в ДТП под колёсами автомобиля 16 октября 1948 года в Кро-де-Кань  (фр.) (департамент Приморские Альпы). Был похоронен в Ницце на кладбище Кокад.

## Награды
- Орден Святой Анны 2-й степени (1.01.1904)
- Орден Святого Владимира 4-й степени (1.01.1908)
- Орден Святого Владимира 3-й степени (4.11.1915)[7].